# 対馬市立浅海中学校
対馬市立浅海中学校（つしましりつ あそうちゅうがっこう, Tsushima City Aso Junior High School）は長崎県対馬市美津島町小船越（こふなこし）にあった公立中学校。
2020年（令和2年）3月末に閉校し対馬市立豊玉中学校および対馬市立大船越中学校に統合された。

## 概要
歴史
1984年（昭和59年）、当時の美津島町にあった中学校2校（養和・鴨居瀬）が統合され、「美津島町立浅海中学校」が開校。2014年（平成26年）に創立30周年を迎えた。
校訓
「克己・友愛・勤労」
校章
中央に「中」の文字を置いている。
校歌
作詞は白井傅、作曲は宮内幸治による。歌詞は3番まであり、各番とも校名の「浅海中学校」が登場する。
校区
住所表記で対馬市美津島町の後に「大山（おやま）、小船越（こふなこし）、芦浦（よしがうら）、賀谷（がや）、濃部（のぶ）、鴨居瀬（かもいせ）、鴨居瀬住吉（かもいせすみよし）、赤島（あかしま）」の続く地域。小学校区は対馬市立美津島北部小学校。

## 沿革
旧・養和中学校（ようわ）
- 1947年（昭和22年）4月1日 - 学制改革（六・三制の実施）
  - 旧・養和国民学校の初等科が改組され、船越村立養和小学校に改組される。
  - 旧・養和国民学校の高等科と旧・青年学校が改組され、「船越村立養和中学校」（新制中学校）に改組され、小学校に併設。
- 1955年（昭和30年）3月1日 - 美津島町の発足により、「美津島町立養和小学校・中学校」に改称。
- 1980年（昭和55年）3月31日 - 併設の美津島町立養和小学校が統合[4]のため閉校。これに伴い併設を解消し、中学校単独校となる。
- 1984年（昭和59年）3月31日 - 統合のため閉校。
  - 校歌は3番まであり、3番に校名の「養和」が登場する。

旧・鴨居瀬中学校（かもいせ）
- 1947年（昭和22年）4月1日 - 学制改革（六・三制の実施）
  - 旧・鴨居瀬国民学校の初等科が改組され、船越村立鴨居瀬小学校となる。
  - 旧・鴨居瀬国民学校の高等科と旧・鴨居瀬青年学校が改組され、「船越村立鴨居瀬中学校」（新制中学校）となり、小学校に併設。
- 1955年（昭和30年）4月1日
  - 美津島町の発足により、「美津島町立鴨居瀬小学校・中学校」に改称。
  - 小学校大山分校が分離の上、美津島町立大山小学校として独立（1年後には内海小学校に改称）。
- 1973年（昭和48年）4月1日 - 小学校赤島分校を廃止し、本校に統合（鴨居瀬地区と新設の住吉橋で結ばれ、赤島地区の児童の本校通学が可能になったため）。
- 1984年（昭和59年）3月31日 - 統合のため中学校が閉校。これに伴い併設を解消し、小学校単独校となる。
  - なお、併設の鴨居瀬小学校は併設を解消し、小学校単独校となった後、2004年（平成16年）3月に統合のため閉校した（対馬市立美津島北部小学校に統合。）。
  - 校歌は3番まであり、各番とも「我等の鴨居瀬校」で終わる。

浅海中学校
- 1984年（昭和59年）4月1日 - 美津島町内中学校2校（養和・鴨居瀬）が統合され、「美津島町立浅海中学校」が開校。
  - 美津島町立大船越中学校より、大山（おやま）地区が校区として移管される。
- 1986年（昭和61年）11月 - 校歌を制定。
- 1994年（平成6年）2月 - プールが完成。
- 2003年（平成15年）3月 - 韓国 熊村（ウンチョン）中学校と姉妹校締結。
- 2004年（平成16年）3月1日 - 対馬市の発足に伴い、「対馬市立浅海中学校」（現校名）に改称。
- 2020年（令和2年）
  - 3月22日 - 閉校式を挙行[5]。
  - 3月31日 - 対馬市立豊玉中学校および対馬市立大船越中学校への統合により閉校[2]。

## アクセス
最寄りのバス停
- 対馬交通 「鴨居瀬入口」バス停

最寄りの国道・県道
- 国道382号

## 周辺
- 対馬市立美津島北部小学校
- 対馬南警察署芦浦警察官駐在所